# 깜.놀 드림프로젝트
《깜.놀 드림프로젝트》은 대한민국의 JTBC 프로그램으로 경쟁과 서바이벌 대신 응원과 격려가 필요한 시대를 맞아 준비한 대국민 응원 프로젝트 프로그램이다.

## 방송 시간
- 2011년 12월 4일 ~ 2012년 1월 21일 : 매주 토, 일요일 오후 11시 25분